# Levan Mikadze
Levan Mikadze (Soechoemi, 13 september 1973) is een Georgisch voetballer. Hij begon zijn carrière in 1990 bij Gorda Soechoemi en maakte in 2000 deel uit van het Georgisch voetbalelftal. Mikadze stopte in 2007 met voetballen en heeft in zijn hele carrière 13 keer gescoord.